# Finnentrop
Finnentrop is een plaats en gemeente in de Duitse deelstaat Noordrijn-Westfalen, gelegen in de Kreis Olpe. De gemeente Finnentrop telt 16.854 inwoners (31 december 2020) op een oppervlakte van 104,34 km².
Het gemeentehuis staat in de gelijknamige plaats, die ruim 3.000 inwoners heeft.

## Plaatsen in de gemeente Finnentrop
- Ahausen
- Ahauser Mühle
- Altfinnentrop
- Bamenohl
- Bausenrode
- Becksiepen
- Dahm
- Delf
- Deutmecke
- Elsmecke
- Faulebutter
- Fehrenbracht
- Finnentrop
- Fretter
- Frettermühle
- Fretterspring
- Frielentrop
- Giebelscheid
- Gierschlade
- Glinge
- Heggen
- Hollenbock
- Hülschotten
- Illeschlade
- Klingelborn
- Kuckuck
- Lenhausen
- Mißmecke
- Müllen
- Ostentrop
- Permecke
- Ramscheid
- Rönkhausen
- Sange
- Schliprüthen
- Schliprüthener Mühle
- Schöndelt
- Schönholthausen
- Schwartmecke
- Serkenrode
- Steinsiepen
- Tiefenau
- Weringhausen
- Weuspert
- Wiebelhausen
- Wörden

## Infrastructuur

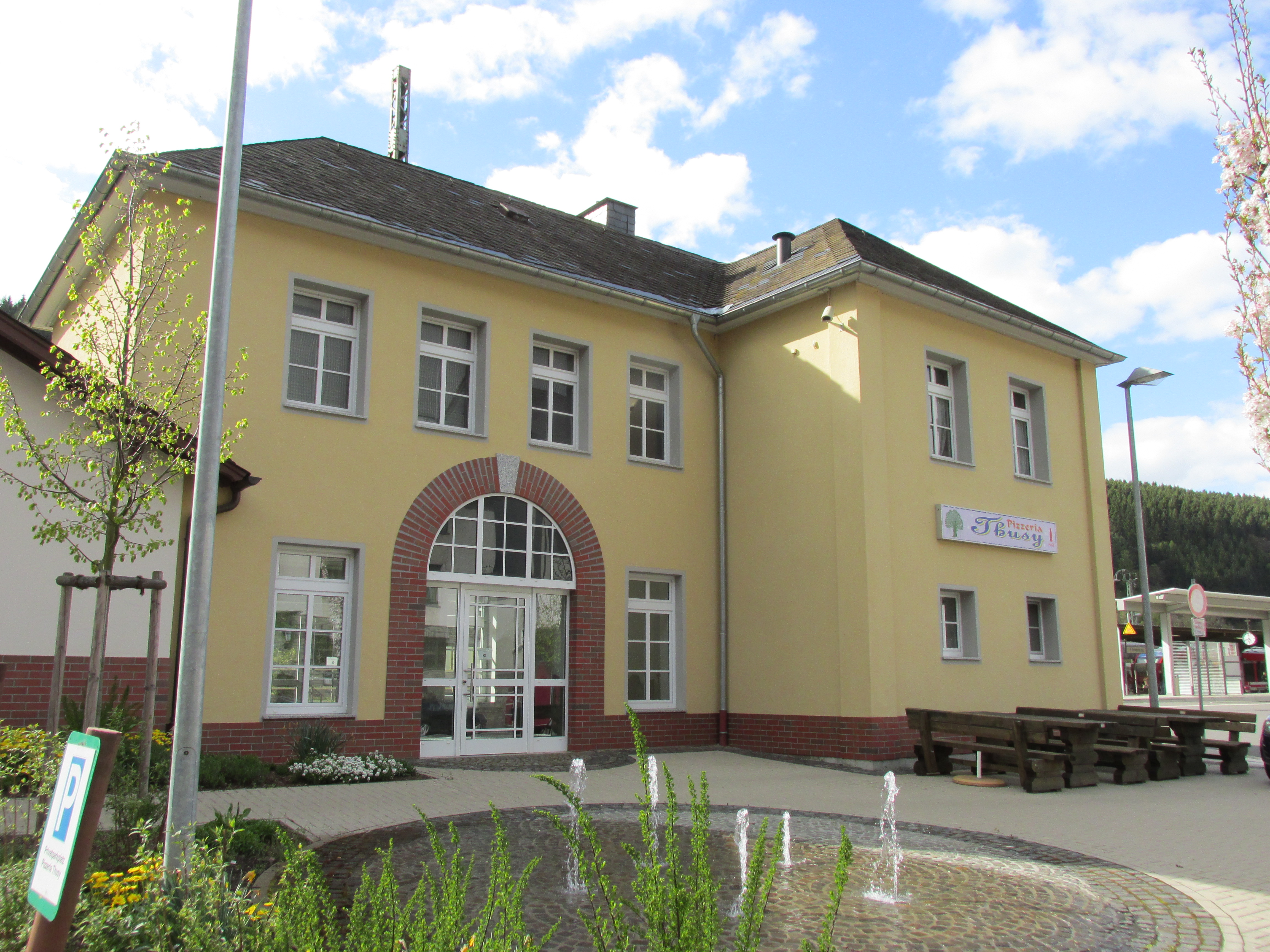
Station
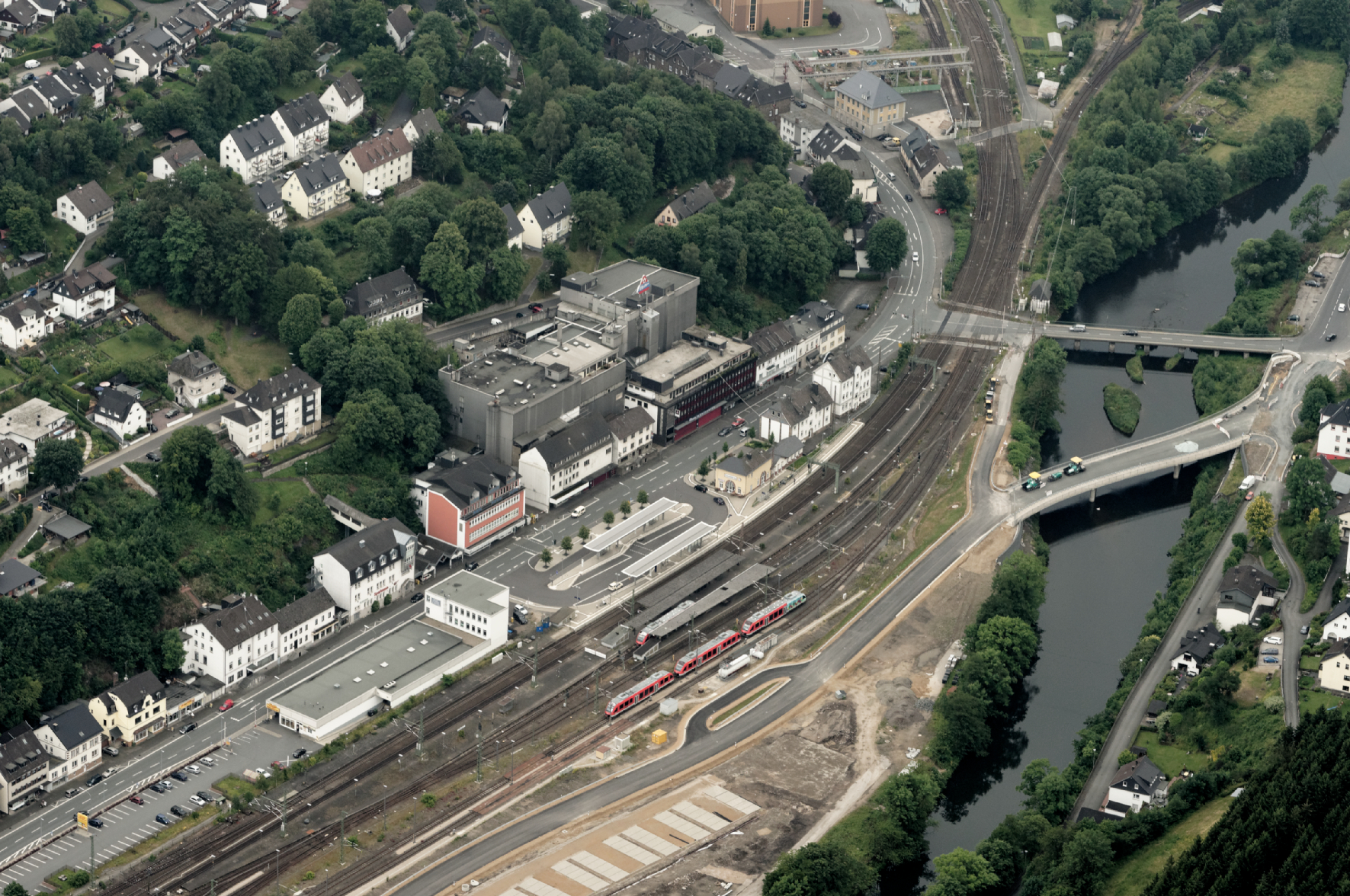
Luchtfoto omgeving station

Het dorp Finnentrop heeft een spoorwegstation aan de Spoorlijn Hagen - Haiger of Ruhr-Sieg-Strecke , en aan de lokaalspoorweg naar Olpe.
Door de gemeente loopt de Bundesstraße 236. 
Ten zuidwesten van het dorp Heggen ligt een klein vliegveld voor sport- en hobbyvliegtuigjes, Flugplatz Attendorn-Finnentrop. (ICAO-code EDKU). Het heeft één graspiste van 560 meter lengte en 30 meter breedte.

## Economie
- In de gemeente is enige metaal verwerkende industrie gevestigd, waaronder een fabriek (Finnentroper Hütte) die tot het ThyssenKrupp-concern behoort en een fabriek van veringsystemen.
- Ook is er een vleeswarenfabriek gevestigd van bovenregionaal belang.
- Vanwege de ligging in het Sauerland is het toerisme van betekenis.

## Bezienswaardigheden
- Het natuurschoon van het Sauerland
- Talrijke rooms-katholieke kerkjes en kapelletjes, waarvan verscheidene uit de 18e eeuw dateren en een barok interieur hebben
- In de gemeente liggen enkele kastelen, die in het algemeen privé bewoond zijn en niet bezichtigd kunnen worden.

## Afbeeldingen

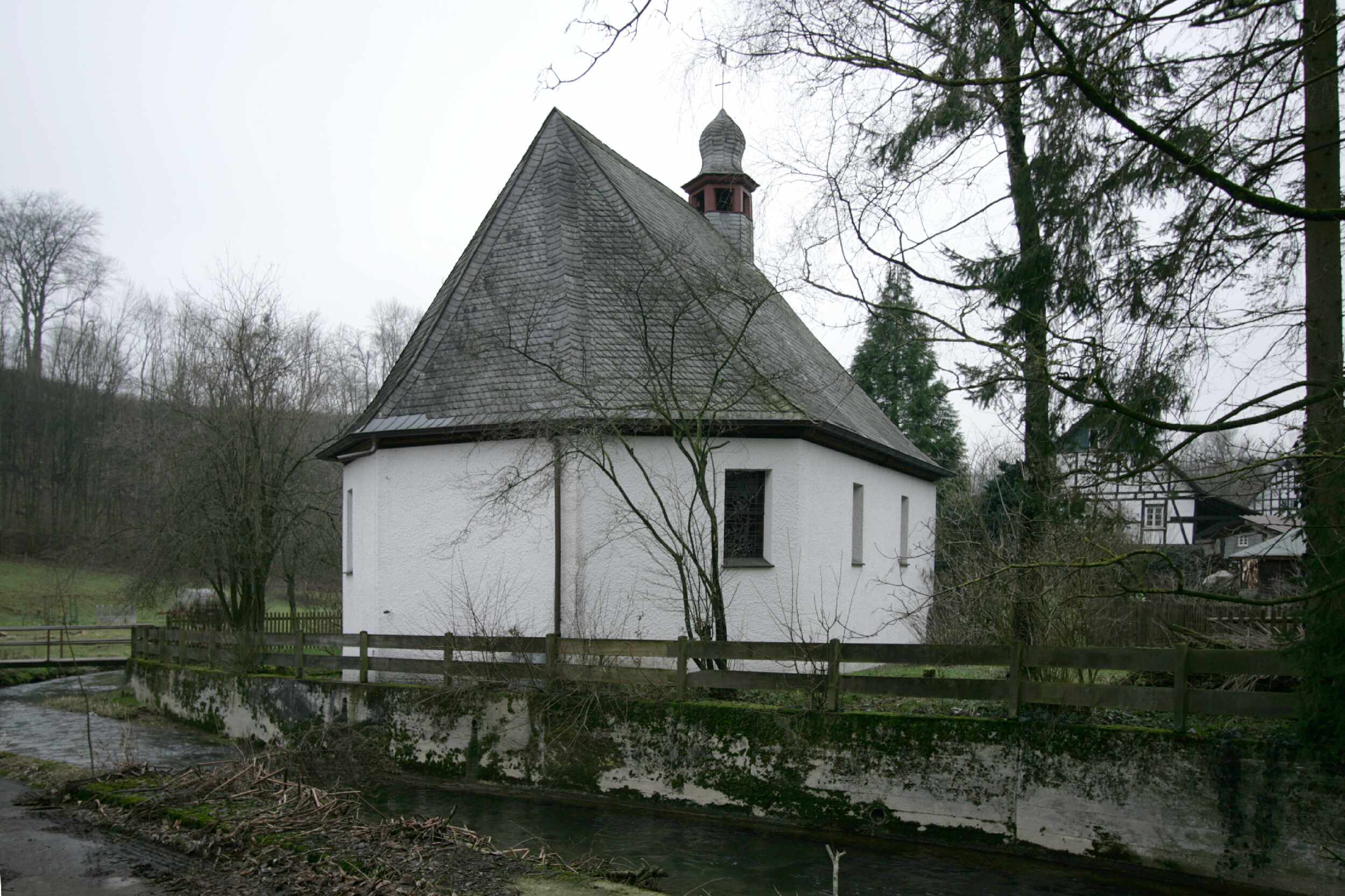
Deutmecke, Sint-Agathakapel (1700)
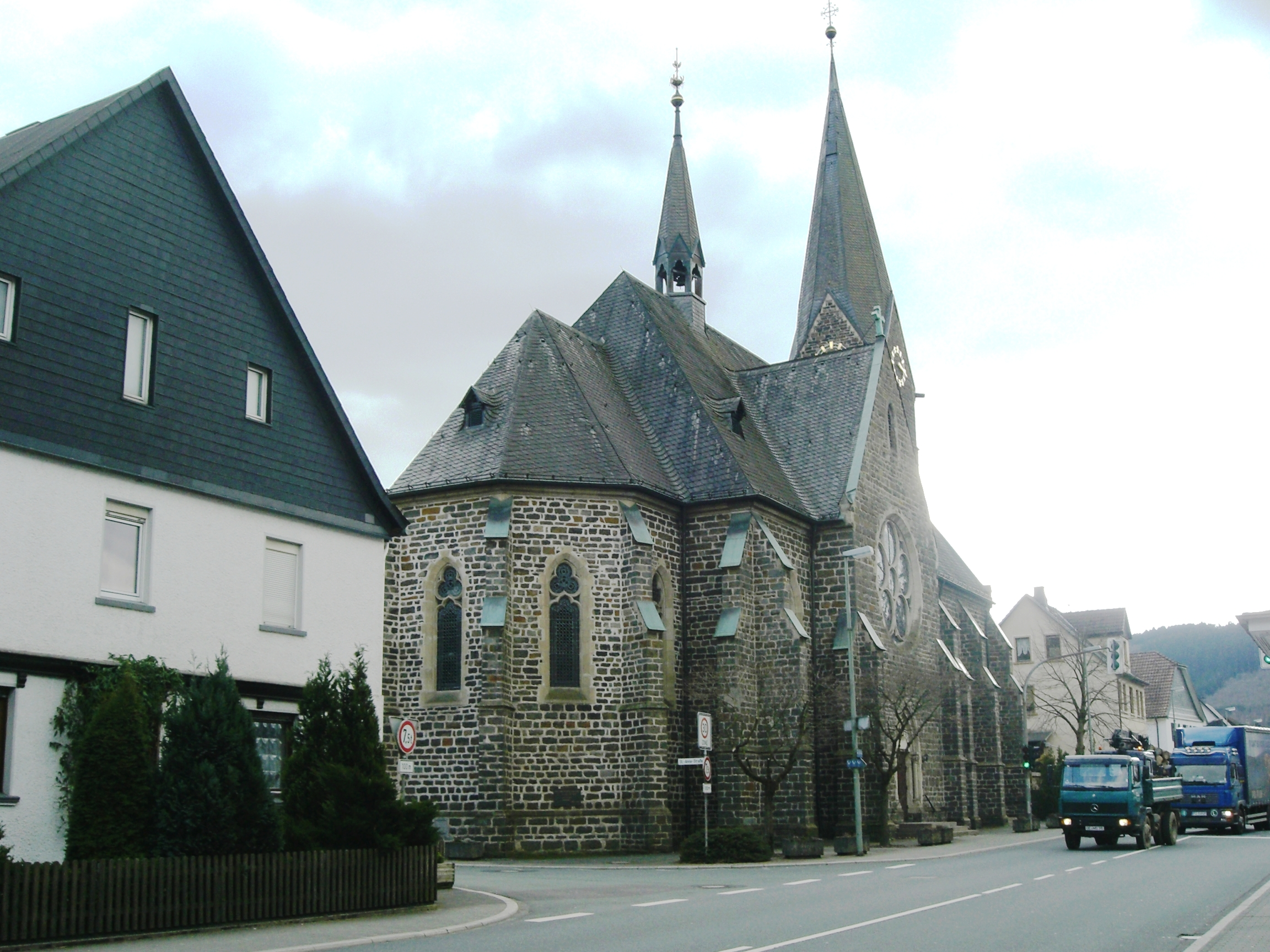
Sint-Annakerk, Lenhausen (1898; architect: Johannes Franciscus Klomp)
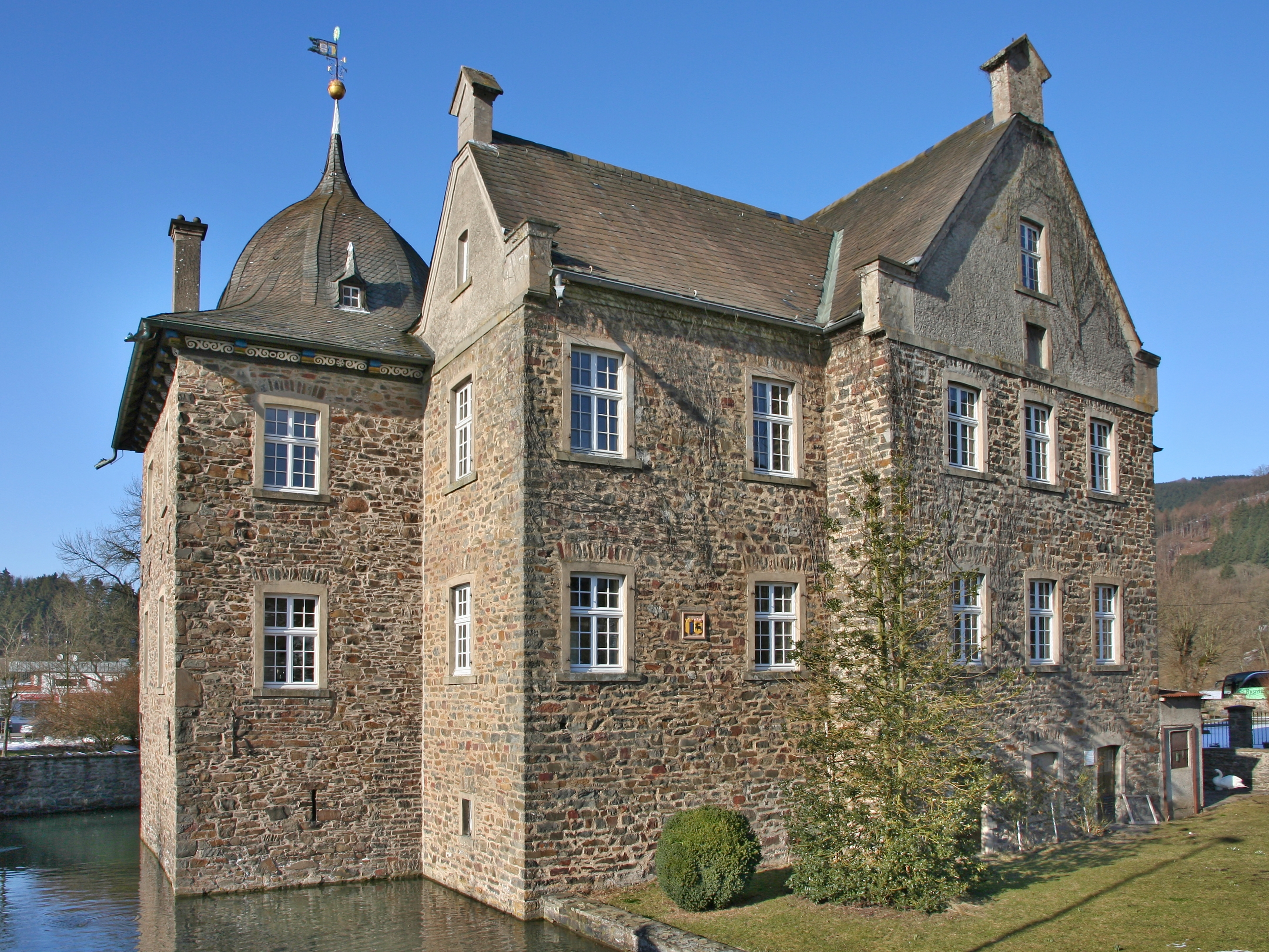
Schloss Lenhausen
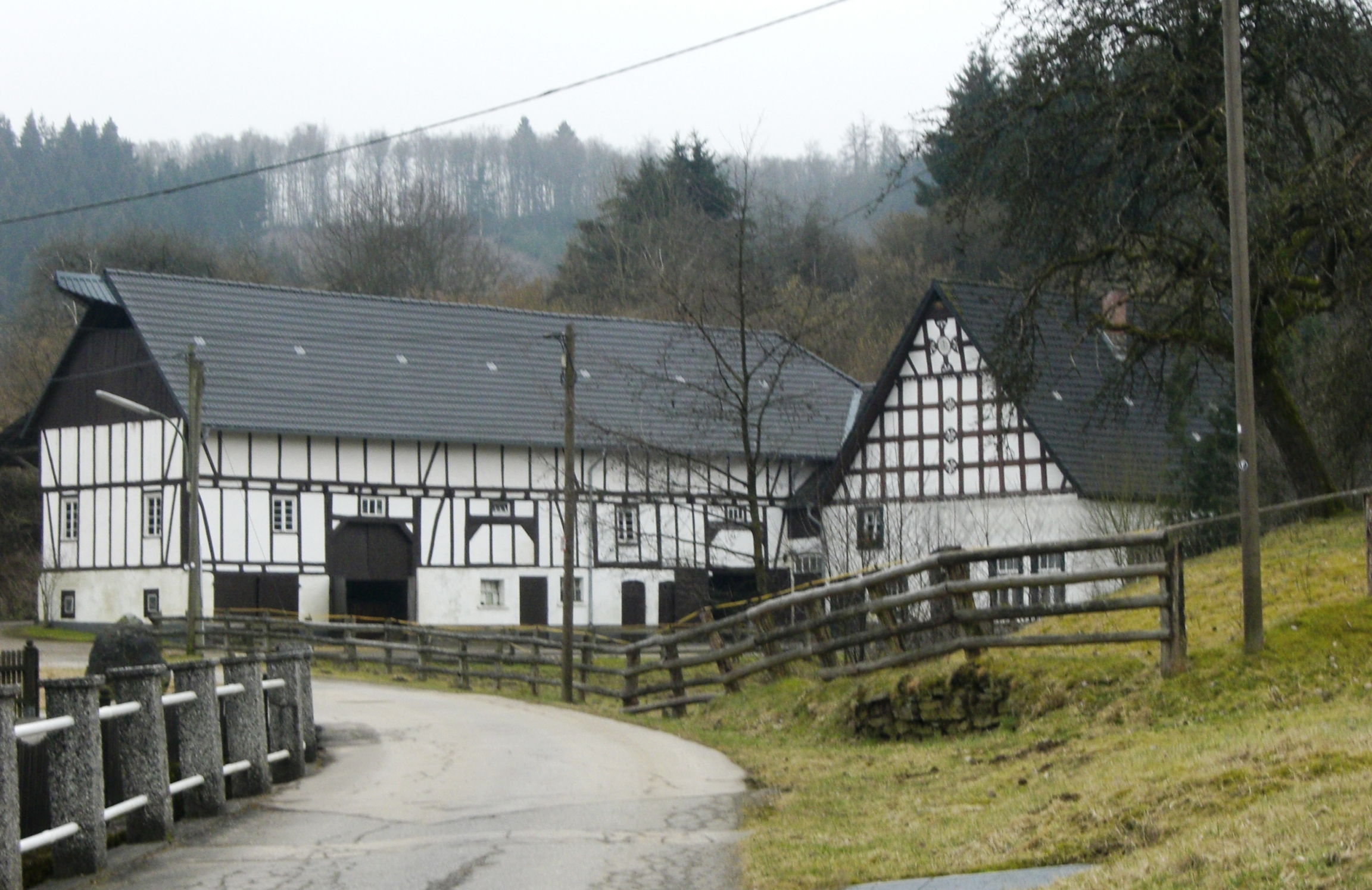
Vakwerkboerderij, Frielentrop

Attendorn · Drolshagen · Finnentrop · Kirchhundem · Lennestadt · Olpe · Wenden
Ahausen · 
Ahauser Mühle · 
Altfinnentrop · 
Bamenohl · 
Bausenrode · 
Becksiepen · 
Besten · 
Dahm · 
Delf · 
Deutmecke · 
Elsmecke · 
Faulebutter · 
Fehrenbracht · 
Finnentrop · 
Fretter · 
Frettermühle · 
Fretterspring · 
Frielentrop · 
Giebelscheid · 
Gierschlade · 
Glinge · 
Heggen · 
Hollenbock · 
Hülschotten · 
Illeschlade · 
Klingelborn · 
Kuckuck · 
Lenhausen · 
Mißmecke · 
Müllen · 
Ostentrop · 
Permecke · 
Ramscheid · 
Rönkhausen · 
Sange · 
Schliprüthen · 
Schliprüthener Mühle · 
Schöndelt · 
Schönholthausen · 
Schwartmecke · 
Serkenrode · 
Steinsiepen · 
Tiefenau · 
Weringhausen · 
Weuspert · 
Wiebelhausen · 
Wörden